# Bethlehemskirche (Wriedel)

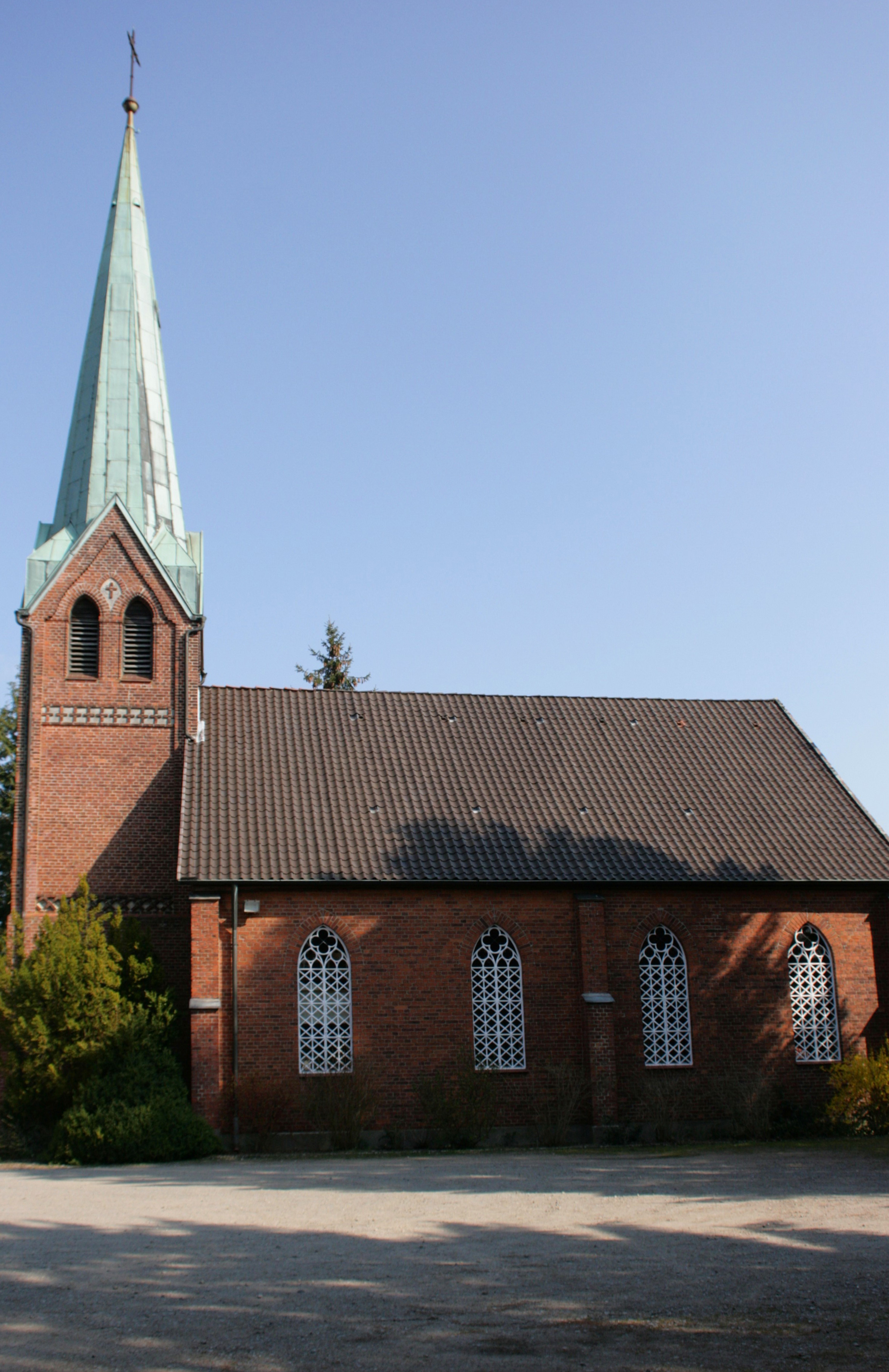
Bethlehemskirche in Wriedel

Die Bethlehemskirche gehört zur Selbständigen Evangelisch-Lutherischen Kirche und steht in Wriedel im Landkreis Uelzen im Nordosten Niedersachsens. Die Kirche wurde 1878 errichtet und 1909 um einen Turm ergänzt. Das Gebäude steht unter Denkmalschutz.

## Architektur
Die Backsteinkirche ist ein Saalbau im Stil der Neugotik mit einem Westturm. Der Kirchturm wurde mehrere Jahrzehnte nach dem Kirchenschiff errichtet, fügt sich jedoch optisch harmonisch in das Gesamtbild ein. Die Kirche besitzt einen hellen Innenraum. Durch zwei Bankreihen wird ein Mittelgang gebildet. Die Gewölbedecke entstand bei Renovierungsarbeiten im Jahr 1928 und ersetzte die gerade Decke.

## Ausstattung
Der Taufstein aus der Erbauungszeit ist noch erhalten. Bemerkenswert ist das ungewöhnliche hölzerne Altarbild, welches auf dem steinernen Altar angebracht ist. Es zeigt die Heiligen Drei Könige, die von dem Stern von Betlehem zu Jesus geleitet werden. Das Altarbild und ein von der Decke des Chorraumes hängendes Kruzifix sind Werke des Holzbildhauers Erich Brüggemann aus Stöckte.
Die Orgel wurde 1979 von Wolfgang Böttner aus Frankenberg an der Eder hergestellt.